# محمد عباس التستري
 محمد عباس التستري الجزائري (1224 هـ - 1306 هـ). هو رجل دين وفقيه شيعي هندي. كان متسلَّطاً على الأدب العربي والأدب الفارسي، وله كتب ومؤلَّفات وأشعار باللغتين العربيَّة والفارسيَّة.

## ولادته ونشأته
يمتد بنسبه إلى الفقيه الشيعي المعروف نعمة الله الجزائري إذ أنَّ نسبه كالتالي: محمد عباس بن علي بن جعفر بن أبي طالب بن نور الدين بن نعمة الله الجزائري، ، فأصوله ترجع إلى مدينة تستر والتي إليها نسبته التستري، وأوَّل من هاجر إلى الهند هو جدَّه جعفر حيث استوطن لكنو، وقد ولد بها التستري في آخر ربيع الأول 1224 هـ.

## وفاته
كانت وفاته بمدينة لكنو لأربع بقين من رجب 1306 هـ، ودفن في حسينية غفران مآب التي أسسها دلدار علي الهندي.

## مؤلفاته
من آثاره:
| - من وسلوى. - رطب العرب. ديوان شعر عربي. - معراج المؤمنين. - بناء الإسلام. | - الشريعة الغراء. - رياض الإنشاء. - الظل الممدود. في الإنشاد العربي. - ظل ممدود. في الإنشاد الفارسي. - آتش پاره. ترجمة فارسيَّة لكتاب الشعلة الجوالة لحامد حسين الهندي. |